# Eins Live Ponyhof
Der Eins Live Ponyhof (auch: Gutes Reiten, schlechtes Reiten) war eine Radio-Comedy des WDR-Senders Eins Live.

## Geschichte
Die Sendung, die von 1995 bis 1997 ausgestrahlt wurde, war eine der ersten deutschen Radio-Comedy-Serien. Neue Folgen liefen täglich morgens in der Sendung Frühreif und nachmittags in der Sendung Schall und Rausch im Eins-Live-Programm. Der Sender produzierte zur Serie darüber hinaus einen Comic und eine CD.

## Darsteller
- Anna Remy (Imke)
- Jessica Henkel (Anneke)
- Kristina Wessely (Vanessa)
- Christian Boy (Mike)

## Autoren
- Michael Gantenberg
- Thomas Koch
- Peter Freiberg
- Peter Großmann
- Ingo Pickhan (Komponist der Single-Auskopplung Reiten ist gut!)